# 宣靖太后
宣靖太后（선정태후，?—1222年）金氏，高丽江陵公王溫之女，是高丽神宗的王后。
神宗爲平諒公时，娶了她。卽位后，立爲元妃，神宗三年（1197年）封爲宮主，生下高丽熙宗、襄陽公王恕、孝懷公主、敬寧宮主。熙宗即位，尊爲王太后。號慶興府、長秋殿。后改爲膺慶府、綏福殿。金氏自幼勤于女功，崔忠獻廢立之際，艱難謹愼自守。高宗九年（1222年）去世，葬在真陵，谥号宣靖太后。高丽高宗四十年（1253年）十月，加谥号信獻。

## 家族
- 曾祖父 : 高丽文宗
- 祖父 : 朝鮮公 王燾
- 父 : 江陵公 王溫
- 姐姐 : 莊敬王后、光靖太后
- 弟弟 : 恭化侯 王瑛
- 丈夫 : 高丽神宗
- 长子 : 高丽熙宗
- 次子 : 襄阳公王恕（7代孙恭让王）
- 长女 : 孝懷公主
- 次女 : 敬寧宮主